# Hope Is a Dangerous Thing for a Woman like Me to Have – but I Have It
Hope Is a Dangerous Thing for a Woman like Me to Have – but I Have It (englisch für „Hoffnung ist eine gefährliche Sache für eine Frau wie mich – aber ich habe sie“) ist ein Lied der US-amerikanischen Popsängerin Lana Del Rey. Das Stück ist die dritte Singleauskopplung aus ihrem sechsten Studioalbum Norman Fucking Rockwell!.

## Entstehung und Artwork
Geschrieben wurde das Lied von Lana Del Rey, in Zusammenarbeit mit dem US-amerikanischen Musiker Jack Antonoff. Die Instrumentierung (Akustische Gitarre, E-Gitarre, Piano, Synth Bass) sowie die Produktion tätigte ebenfalls Antonoff, bei der Produktion stand ihm Del Rey zur Seite. Die Abmischung sowie die technische Betreuung während der Produktion erfolgte unter der Leitung von Laura Sisk. Das Mastering tätigte Chris Gehringer von Sterling Sound.
Auf dem Cover der Single ist lediglich ein Schwarz-weiß-Porträt Del Reys zu sehen.

## Veröffentlichung und Promotion
Del Rey erwähnte das Stück erstmals während ihrer LA to the Moon Tour am 16. Februar 2018 in San Diego (Vereinigte Staaten). Am 25. Oktober 2018 veröffentlichte sie über ihr offizielles Instagram-Profil ein Snippet, welches sie nach kurzer Zeit wieder löschte. Bis zu diesem Zeitpunkt trug das Lied noch den Titel Sylvia Plath, dem Namen einer US-amerikanischen Schriftstellerin, von deren Selbstmord Del Rey hierzu inspiriert wurde. Mit den Worten „I hope you enjoy the new song I’m putting out on the ninth it’s called Hope is a dangerous thing for a woman like me to have – but i have it“ (englisch für „Ich hoffe ihr genießt das neue Lied, welches ich am neunten veröffentlichen werde, es heißt Hope is a dangerous thing for a woman like me to have – but i have it“) bestätigte Del Rey die Veröffentlichung des Stücks als Single über ihr offizielles Twitter-Profil am 1. Januar 2019.
Die Erstveröffentlichung von Hope Is a Dangerous Thing for a Woman like Me to Have – but I Have It erfolgte als Einzeldownload am 9. Januar 2019. Die Single wurde unter den Musiklabels Interscope Records und Polydor veröffentlicht, durch Ducky Donath Music, EMI Music Publishing und Sony/ATV Songs verlegt sowie durch Universal Music Publishing vertrieben.

## Hintergrundinformation
Del Rey erntete für den Liedtext, speziell den zweiten Refrain, harsche Kritik. Besonders die Textzeile „Shaking my ass is the only thing that’s got this black narcissist off my back“ (englisch für „Mit dem Hintern zu wackeln ist das Einzige, was mir den schwarzen Narzissten vom Hals hielt.“) sorgte für Aufsehen. Über Instagram verteidigte Del Rey den Text mit folgenden Worten:

“I don’t have any songs about race of any kind. This song is deeply personal and introspective having nothing to do with anyone outside of my immediate circle of people i know personally. It’s ridiculous that anyone would insinuate anything otherwise. But what can I say people just love controversy. This is why I have absolutely nothing to do with the majority of the culture.”

„Ich habe keine Lieder, die sich in irgendeiner Art mit Rassen auseinandersetzen. Dieses Lied ist sehr persönlich sowie introspektiv und hat nichts mit Menschen außerhalb meines unmittelbaren Bekanntschaftskreises zu tun. Es ist lächerlich, dass irgendjemand was anderes unterstellt. Aber was ich sagen kann, Menschen lieben einfach Kontroversen. Deshalb habe ich absolut nichts mit der Mehrheit der Kultur zu tun.“

## Inhalt
Der Liedtext zu Hope Is a Dangerous Thing for a Woman like Me to Have – but I Have It ist in englischer Sprache verfasst. Wörtlich ins Deutsche übersetzt bedeutet der Titel so viel wie „Hoffnung ist eine gefährliche Sache für eine Frau wie mich – aber ich habe sie“. Die Musik und der Text wurden gemeinsam von Jack Antonoff und Lana Del Rey geschrieben beziehungsweise komponiert. Musikalisch bewegt sich das Lied im Bereich der Popmusik. Das Tempo beträgt 165 Schläge pro Minute. Del Reys Stimmlage bewegt sich zwischen den Tönen D3-C5. Das Piano spielt in der Tonart G-Dur. Inhaltlich thematisiert Del Rey in dem Stück den Selbstmord um die US-amerikanische Schriftstellerin Sylvia Plath, mit der sich Del Rey selbst vergleicht. Del Rey greift hierbei die Themen Familie und Religion, zerstrittene Partnerschaften, ihr Kampf mit dem Alkoholismus, ihre „Reise zur Nüchternheit“ sowie ihre Ablehnung von Ruhm und der komplexen Beziehung zum Rampenlicht auf.
Aufgebaut ist das Lied auf zwei Strophen, einem Refrain, einer Bridge sowie einem Outro. Es beginnt mit der ersten Strophe, auf die erstmals der Refrain folgt. Der gleiche Vorgang wiederholt sich mit der zweiten Strophe. Nach dem zweiten Refrain folgt eine Bridge, an die sich zum dritten und letzten Mal der Refrain anschließt. Das Besondere während des Refrains ist, dass sich der erste und dritte gleichen, der zweite beinhaltet – mit Ausnahme der ersten und letzten Zeile – einen neuen Text. Nach dem dritten Refrain endet das Lied mit einem kurzen Outro, dass sich aus dem Titel des Liedes zusammensetzt.

## Mitwirkende
| Liedproduktion - Jack Antonoff: Akustische Gitarre, E-Gitarre, Komponist, Liedtexter, Musikproduzent, Piano, Synth Bass - Lana Del Rey: Begleitgesang, Gesang, Komponist, Liedtexter, Musikproduzent - Chris Gehringer: Mastering - Laura Sisk: Abmischung, Toningenieur | Unternehmen - Ducky Donath Music: Verlag - EMI Music Publishing: Verlag - Interscope Records: Musiklabel - Polydor: Musiklabel - Sony/ATV Songs: Verlag - Sterling Sound: Tonstudio - Universal Music Publishing: Vertrieb |

## Rezeption

### Rezensionen
- Ryan Reed vom Rolling Stone beschrieb das Lied als „traurig“ und eine Meditation im Bezug auf „Religion, Familie, Entfremdung sowie den Mythen die das Prominenten dasein mit sich bringt.“[12]
- Nick Reilly vom New Musical Express ist der Meinung, dass Del Rey eines ihrer bis heute konfessionellsten Angebote abliefere, während sie sich selbst mit der „unruhigen Poesie-Ikone“ von Sylvia Plath vergleicht.[13]
- Trace William Cowen vom Complex-Magazin nannte das Stück „herrlich minimalistisch“.[14]
- Das deutschsprachige Online-Magazin laut.de platzierte das Lied an zweiter Stelle – hinter Bad Guy von Billie Eilish – ihrer „Songs des Jahres 2020“.[15]

### Chartplatzierungen
Hope Is a Dangerous Thing for a Woman like Me to Have – but I Have It erreichte im Vereinigten Königreich Position 99 der Singlecharts und konnte sich insgesamt eine Woche in den Charts halten. Einen offiziellen Charteinstieg in Deutschland verfehlte die Single, jedoch konnte sich das Stück mehrere Tage in den deutschen iTunes-Tagesauswertungen platzieren und erreichte mit Position 19 seine höchste Chartnotierung am 10. und 11. Januar 2019. In ihrer Heimat den Vereinigten Staaten verfehlte die Single ebenfalls die offiziellen Singlecharts, allerdings platzierte sich Hope Is a Dangerous Thing for a Woman like Me to Have – but I Have It in einigen Genre-Charts. In den Billboard Alternative Digital Song Sales erreichte die Single Position acht und in den Billboard Pop Digital Song Sales Position 20.
Für Del Rey als Interpretin ist Hope Is a Dangerous Thing for a Woman like Me to Have – but I Have It bereits der 21. Charterfolg im Vereinigten Königreich. Als Autorin ist es ihr 20. Charterfolg in den britischen Charts. Für Antonoff ist es in seiner Funktion als Autor oder Produzent der 14. Charterfolg im Vereinigten Königreich.
| ChartsChartplatzierungen     | Höchstplatzierung | Wochen |
| ---------------------------- | ----------------- | ------ |
| Vereinigtes Königreich (OCC) | 99 (1 Wo.)        | 1      |

### Auszeichnungen für Musikverkäufe
Im August 2023, viereinhalb Jahre nach seiner Erstveröffentlichung, erreichte Hope Is a Dangerous Thing for a Woman like Me to Have – but I Have It Goldstatus für über 35.000 verkaufte Einheiten in Australien.
| Land/Region       | Auszeichnungen für Musikverkäufe (Land/Region, Auszeichnung, Verkäufe) | Verkäufe |
| ----------------- | ---------------------------------------------------------------------- | -------- |
| Australien (ARIA) | Gold                                                                   | 35.000   |
| Brasilien (PMB)   | Platin                                                                 | 40.000   |
| Insgesamt         | 1× Gold · 1× Platin ·                                                  | 75.000   |

Hauptartikel: Lana Del Rey/Auszeichnungen für Musikverkäufe